# Eudesmus grisescens
Eudesmus grisescens är en skalbaggsart som beskrevs av Audinet-serville 1835. Eudesmus grisescens ingår i släktet Eudesmus och familjen långhorningar.
Artens utbredningsområde är Panama. Inga underarter finns listade i Catalogue of Life.